# با عشق رزی
با عشق، رزی (به انگلیسی: Love, Rosie) یک فیلم رمانتیک درام بریتانیایی-آلمانی به کارگردانی کریستین دیتر و نویسندگی جولیت توحیدی است که بر پایه رمان «Where Rainbows End»، به قلم نویسندهٔ ایرلندی سیسیلیا اهرن ساخته شده‌است. از بازیگران آن می‌توان به لی‌لی کالینز، سم کلفلین، تامسین اجرتون، سوکی واترهاوس، جیمی وینستون و لی‌لی لیت اشاره کرد.
رمان با عشق رزی، سال ۹۷ توسط انتشارات آذرباد ترجمه شد.
کتاب تماماً (به جز سرانجامش)، نامه‌ها ایمیل‌ها و پیام‌های فوری رزی به شخصیت‌های مختلف یا شخصیت‌های مختلف به رزیه. با اینکه کل کتاب تنها نامه و ایمیله اما کل زندگی رزی از هفت تا پنجاه سالگی رو دربر میگیره و شما با خواندن خط به خط کتاب می‌توانین با احساسات و روحیات لطیف و زیبای رزی آشنا بشین.
رمان جذابیه، قطعاً عاشقانست اما در لوای این داستان عاشقانه کلی جملات زیبا و روانشناختی تو نامه‌های رزی و الکس هست که ارزش بیشتری به این اثر میده.
لازم است ذکر شود که تفاوت‌های بسیاری بین فیلم و رمان وجود دارد برای مثال، الکس و رزی تا ۵۰ سالگی به هم نمی‌رسند و کیتی، دختر رزی، مسبب رسیدن این دو به یکدیگر می‌شود.

## داستان
رزی دان (لی‌لی کالینز) و الکس استوارت (سم کلفلین) بهترین دوستان یکدیگر هستند و با یکدیگر بزرگ شده‌اند و قرار است هردو با هم به دانشگاه بروند ولی بارداری غیرمنتظرهٔ رزی تمام آیندهٔ او را عوض می‌کند. او ابتدا تصمیم می‌گیرد که پس از زایمان، نوزاد را به کسانی که نیاز دارند بدهد. رزی نمی‌تواند موضوع بارداری اش را به الکس بگوید و الکس بورسیهٔ دانشگاه هاروارد را می‌گیرد و به بوستون می‌رود، درحالی که رزی پس از تولد دخترش (کیتی) تصمیم می‌گیرد او را نگه دارد و بزرگ کند. مدتی بعد به‌طور اتفاقی الکس از موضوع باخبر می‌شود و پیش رزی برمیگردد. اکنون چندین سال گذشته؛ ولی آیا دوستی آنها بعد از این همه سال و مایل‌ها فاصله پایدار خواهد بود؟ آیا آنها حاضر می‌شوند بر سر عشق واقعی قمار کنن؟!
قسمتی از متن فیلم:
"دوستی با تو،
رنگ با شکوهی
به زندگی من بخشید،
که در تاریک‌ترین لحظات هم با من بود
و من خوش شانس‌ترین آدم هستم
که این هدیه رو ازت گرفتم،
امیدوارم از دستش نداده باشم
شاید دادم!
چون بعضی وقت‌ها آدم نمیفهمه
که بهترین اتفاق زندگیش
درست جلو روش نشسته.
حتی اونش هم خوبه
واقعأ هست!
چون معتقدم که
مهم نیست کجا هستی
یا چیکار می‌کنی
یا با کی هستی
من همیشه
صادقانه و به درستی
و کاملأ عاشقت میمونم
مثل عشق خواهر به برادر
و عشق دوست به دوست. "